# Eigenrisicodrager (Ziektewet)
Een eigenrisicodrager Ziektewet is een werkgever die op grond van de Nederlandse Wet Eigen Risicodragen Ziektewet ervoor kiest om de Ziektewetuitkering zelf te betalen aan werknemers voor wie hij geen plicht tot loondoorbetaling bij ziekte heeft, de zogenaamde vangnetters.

De premiebetaling voor de Ziektewet komt hierdoor te vervallen waardoor het eigenrisicodragen met name interessant is voor ondernemingen met een ziekteverzuim dat lager ligt dan het gemiddelde. Werkgevers hoeven dan niet langer een vangnetpremie te betalen, gebaseerd op het gemiddelde ziekterisico in hun sector.
Indien een werkgever ervoor kiest om eigenrisicodrager te worden, is hij zelf verantwoordelijk voor uitbetaling van de ziektewetuitkering, verzuimbegeleiding en re-integratie van de werknemer.
Een werkgever die besluit om eigenrisicodrager te worden kan 2 keer per jaar instappen, namelijk per 1 januari of per 1 juli. De aanvraag moet 13 weken van tevoren worden ingediend bij de Belastingdienst. Bij de aanvraag is een contract met een arbodienst nodig.
Tegenwoordig zijn er commerciële bedrijven die de uitvoering van het eigenrisicodragerschap van de werkgever overnemen.

## Eigenrisicodrager (WGA)
Los van het eigenrisicodragerschap voor de Ziektewet, kan een werkgever de kosten van de WGA-uitkering van de Wet werk en inkomen naar arbeidsvermogen dragen.